# 1849
1849 (MDCCCXLIX) je bilo navadno leto, ki se je po gregorijanskem koledarju začelo na ponedeljek, po 12 dni počasnejšem julijanskem koledarju pa na soboto.

## Dogodki
- začetek zlate mrzlice
- ustanovijo San Francisco
- najdba Epa o Gilgamešu

## Rojstva
- - Muhammad Abduh, egiptovski islamski modernist († 1905)
- 22. januar - August Johan Strindberg, švedski pisatelj, dramatik († 1912)
- 18. februar - Jérôme Eugène Coggia, francoski astronom († 1919)
- 24. marec - Franz Serafin Exner, avstrijski fizik († 1926)
- 26. oktober - Ferdinand Georg Frobenius, nemški matematik († 1917)

## Smrti
- 8. februar - France Prešeren, slovenski pesnik (* 1800)
- 25. september - Johann Strauss starejši, avstrijski violinist, dirigent, skladatelj (* 1804)